# Katthuset
Katthuset (lettiska: Kaķu nams) är en byggnad i jugendstil på Meistaru iela 10 vid Livutorget i Gamla stan i Riga, Lettland. Den byggdes 1909 efter ritningar av den österrikiske arkitekten August Friedrich Scheffel (1872—1945), en av pionjärerna inom jugendarkitekturen i Riga.
Byggnaden är känd för två kattfigurer av koppar med krökta ryggar uppe på dess tak. Enligt legenden ville husets ägare, en rik lettisk köpman, att katterna skulle placeras med de uppresta svansarna vända mot Stora gillets byggnad tvärs över gatan, där stadens mäktigaste handelsmän höll till. Anledningen var att han förvägrats medlemskap i skrået och med denna åtgärd ville han visa sitt ogillande. Det beslutades senare om att vända på katterna. Det finns varierande versioner av historien om katthuset.

## Bildgalleri

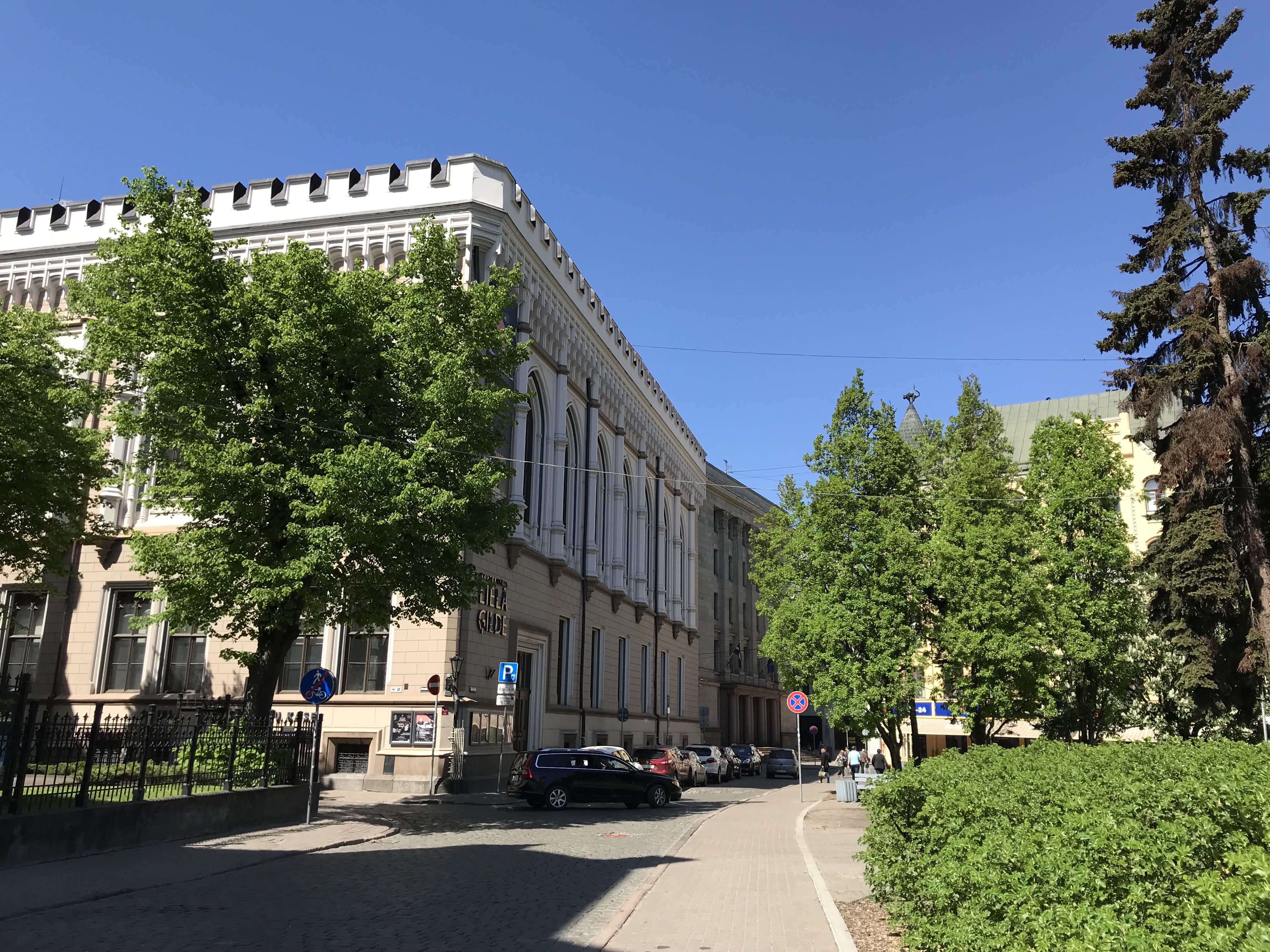
Katthuset bakom träden, snett mitt emot Stora Gillets byggnad
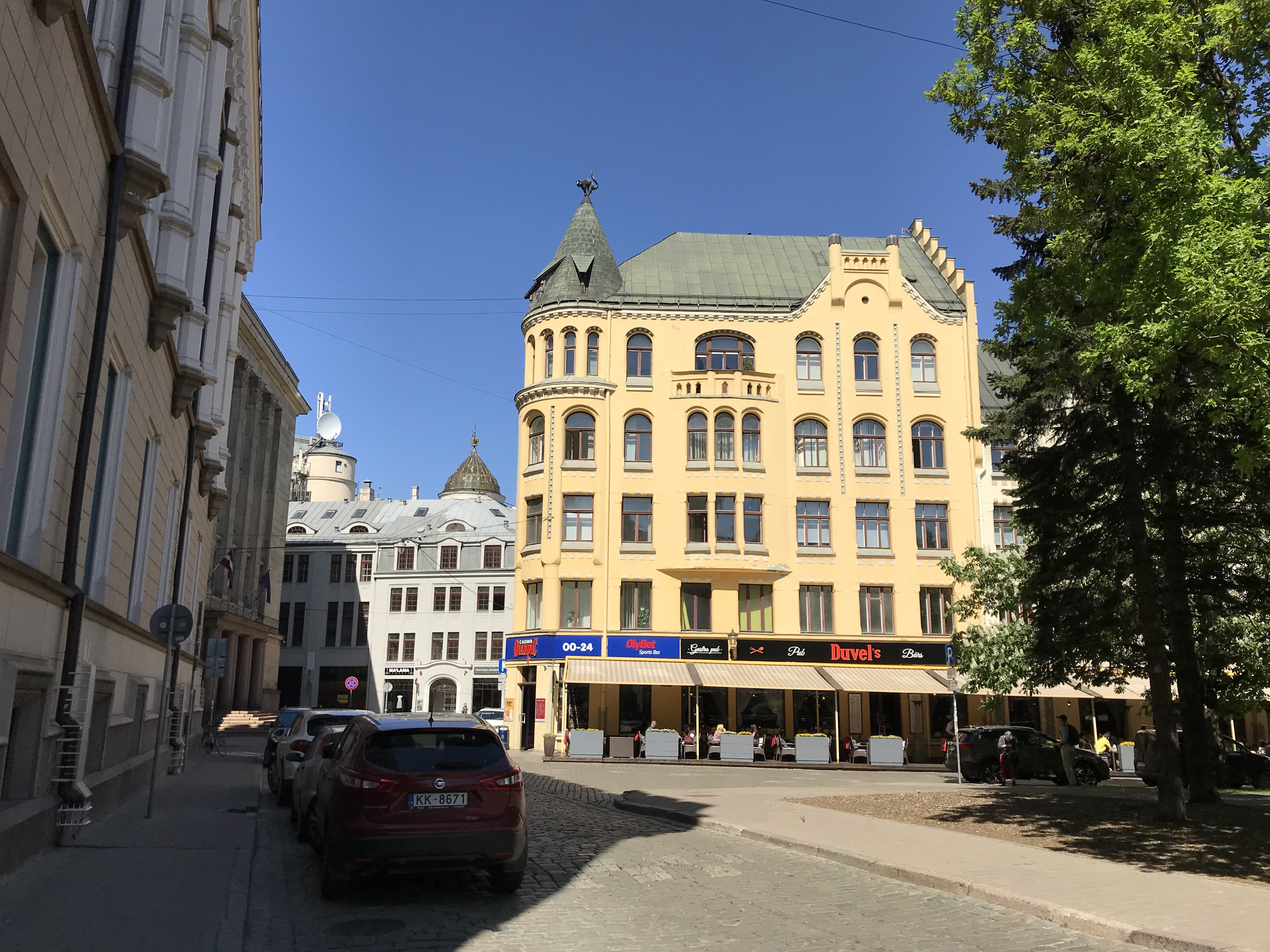
Stora Gillets byggnad till vänster, snett mitt emot katthuset